# Într-un parc din Dublin, lumină și umbră
Într-un parc din Dublin, lumină și umbră este o pictură în ulei pe pânză realizată de artistul irlandez Walter Osborne, realizat în 1895 și găzduit în Galeria Națională a Irlandei. Lucrarea este renumită atât pentru prezentarea chinurilor săracilor Dublinului de la începutul secolului al XX-lea, cât și pentru detaliile sale despre efectele luminii și umbrei și evidențiază faptul că artistul a învățat de la impresioniștii francezi.
A fost expusă pentru prima dată la Academia Regală în 1895 și a fost una dintre picturile timpurii cu succes comercial ale lui Osborne, și l-a consacrat ca fiind unul dintre cei mai importanți pictori ai Irlandei din secolul al XIX-lea.

## Descriere

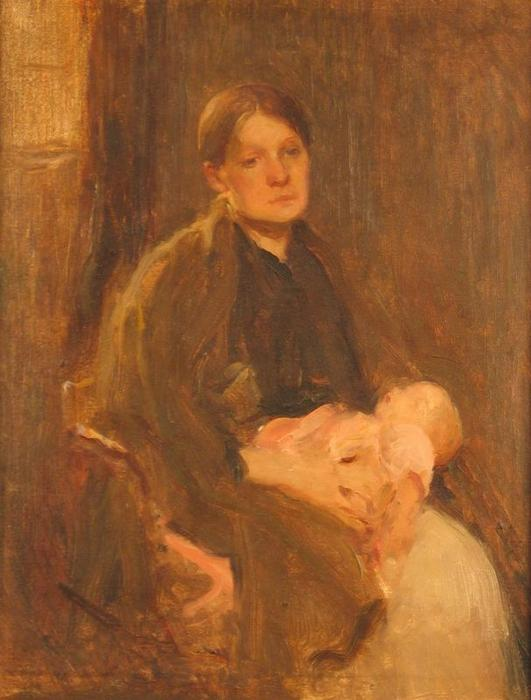
Mama și copilul, 1895. Studiu realizat în același an

Într-un parc din Dublin, lumină și umbră este prezentat într-o seară de toamnă în parcul Phoenix, din Dublin și arată cinci personaje care stau pe o bancă. Personajul central, strălucitor luminat de lumina care cade din stânga, este o tânără care ține un prunc pe genunchi, care privește cu oboseală privitorul și pare epuizată și bolnavă.
Pictura este un studiu al călătoriei de la copilărie, la tinerețe și la bătrânețe. Artistul pare a empatiza fără sentimente cu situația personajelor clasei muncitoare, iar tabloul este plin de neliniște și tensiune înflăcărată. Criticul de artă Brian Fallon a scris că „umanitatea și puterile de simpatie ale lui Osborne sunt clare în imaginile sale cu săracii”. Tabloul este decupat neobișnuit, cu spațiu în exces în stânga băiatului; în timp ce bătrânul din dreapta este aproape tăiat. Acest lucru poate reflecta preocuparea picturii pentru îmbătrânire și timp, băiatul are o mulțime de spațiu, iar bătrânul are foarte puțin.

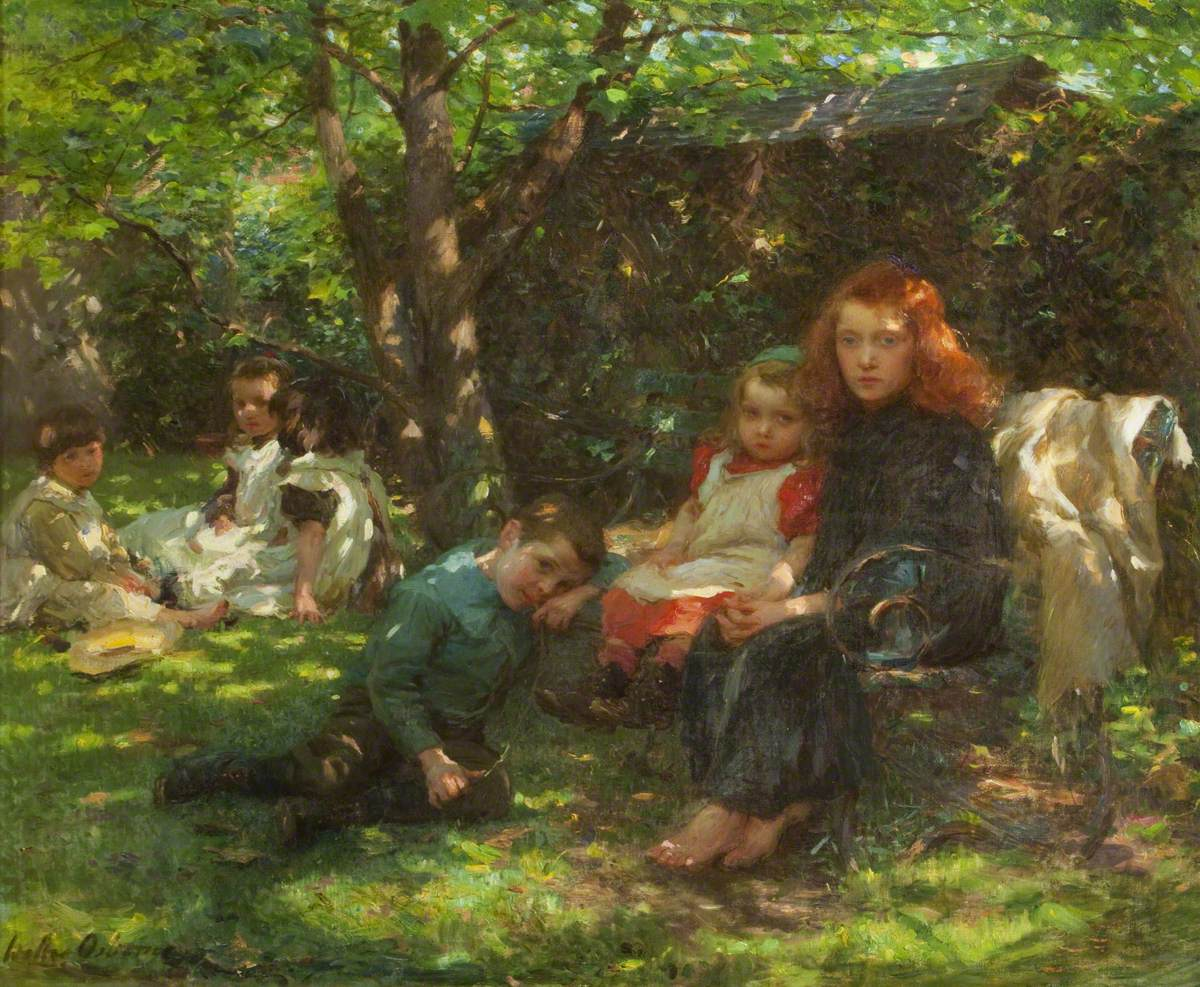
Walter Osborne, Vara, 1901. A se observa similitudinea perspective privitorului în ceea ce privește lumina; expresia figurii centrale feminine și alinierea cu celelalte personaje

Potrivit lui Niamh Keaveney, de la Centrul pentru Studiul Artei Irlandeze, „există un sentiment foarte tangibil de luptă și de oboseală atunci când privim expresiile personajelor. În ciuda faptului că stau în acest mediu plăcut, fețele lor sunt încă tulburate de griji de care au venit să scape”.